# Frank Atwood
Frank Jarvis Atwood (* 29. Januar 1956; † 8. Juni 2022 in Florence, Arizona), nach der Mönchsweihe Ephraim, war ein US-amerikanischer verurteilter Kindermörder.

## Tathergang und Festnahme
Am 17. September 1984 fuhr die achtjährige Vicky Lynne Hoskinson aus Tucson, Arizona, mit dem Fahrrad nach Hause, nachdem sie einen Brief zum Postamt im Stadtteil Flowing Wells gebracht hatte. Unterwegs wurde sie von Frank Jarvis Atwood angefahren und entführt. Atwood fuhr mit Vicky in die Wüste westlich von Tucson, vergewaltigte sie und tötete sie mit einem Messer. Ihre Leiche ließ er am Ort des Geschehens zurück und floh nach Texas.
Es dauerte nicht lange, bis die Polizei erste Hinweise bekam. Vickys Turnlehrer, Sam Hall, gab an, er habe nicht weit von der Stelle, an der Vickys Fahrrad gefunden wurde, ein Fahrzeug mit kalifornischem Kennzeichen beobachtet, dessen Fahrer sich merkwürdig benommen habe. Hall notierte sich das Kennzeichen. Eine Überprüfung ergab, dass es sich bei dem Fahrzeughalter um Frank Jarvis Atwood handelte, der in Kalifornien wegen Unzucht und Entführung eines achtjährigen Jungen verurteilt, im Mai 1984 jedoch von der Anklage der Entführung freigesprochen und aus der Haft entlassen worden war. 1974 war er wegen sexueller Belästigung (lewd and lascivious conduct) einer 14-Jährigen angeklagt und in eine psychiatrische Klinik eingewiesen worden.
Atwood wurde Tage später in Texas verhaftet. Nach einer Autopanne hielt er sich in Kerrville auf und rief seine Eltern an. Diese informierten das FBI über den Aufenthaltsort ihres Sohnes. An der vorderen Stoßstange seines Wagens fand man rosa Farbreste von Vickys Fahrrad, woraufhin Anklage gegen ihn erhoben wurde.
Vickys Überreste wurden erst sieben Monate später, im April 1985, am westlichen Ende der Ina Road gefunden. Nur ein Drittel ihrer Gebeine waren noch am Tatort vorhanden; die restlichen Teile waren von Wildtieren verschleppt worden.

## Prozess und Haft
Frank Jarvis Atwood wurde am 8. Mai 1987 zu lebenslanger Haft sowie zum Tode verurteilt, ohne Möglichkeit der Begnadigung. Dem College of Journalism der University of Arizona wurde gestattet, den Prozess filmisch zu dokumentieren.
In der Haft heiratete Atwood 1991 in Anwesenheit seiner Mutter. Für öffentliche Empörung sorgte 2002 eine Gastkolumne, die Atwood für den Arizona Daily Star verfasste und in der er sich gegen die Todesstrafe aussprach.
2007 legte Atwoods Anwalt erneut Berufung gegen die Verurteilung ein. Nach Ansicht der Verteidigung seien von den Justizbehörden Beweise gegen ihren Mandanten gefälscht worden. Die Farbanhaftungen auf der Stoßstange des Wagens seien dort nachträglich platziert worden, das FBI habe an der Verschleierung dieser Manipulation mitgewirkt.
In der Haft studierte Atwood Kunst, Literatur und Jura und erwarb einen Doktorgrad in Theologie. Atwood wollte die österreichische Staatsbürgerschaft beantragen, weil seine Mutter Alice in Wien geboren und 1938 mit ihrer Familie vor den Nazis in die USA geflohen war. Frank Atwood hatte daher als direkter Nachkomme eines NS-Opfers das Recht auf einen Staatsbürgerschaftsantrag. Für die Einbürgerung wäre allerdings ein „einwandfreier Leumund“ verlangt worden.
Am 8. Juni 2022 wurde Atwood in dem für Hinrichtungen des Staates Arizona vorgesehenen Gefängnis in Florence im Beisein der Angehörigen des Opfers mittels einer tödlichen Injektion hingerichtet.
Ein Tag vor dem Todesurteil erhielt der in der Griechisch-Orthodoxen Kirche Amerikas getaufte Atwood die Schima-Mönchsweihe, mit dem neuen Namen Ephraim.

## Sonstiges
Der Mord an Vicky Lynne Hoskinson wurde in der 66. Episode (Dem Täter auf der Spur) der amerikanischen Krimi-Dokumentation Medical Detectives behandelt.